# Mothocya plagulophora
Mothocya plagulophora is een pissebed uit de familie Cymothoidae. De wetenschappelijke naam van de soort is voor het eerst geldig gepubliceerd in 1880 door Haller.